# Pat Fry
Pat Fry (ur. 17 marca 1964 roku w Shepperton w Surrey) – brytyjski dyrektor techniczny zespołu McLaren w Formule 1.

## Życiorys
Pat Fry po frustrujących doświadczeniach na studiach po kilku próbach kursów techniki elektronicznej stał się uczniem w Thorn EMI. Po ukończeniu kursu elektroniki na City of London Polytechnic. Wkrótce rozpoczął pracę nad rakietowymi programami dla Thorn EMI. W wolnym czasie zaprojektował i zbudował systemy zawieszenia dla motocykli.
W 1987 rozpoczął pracę w zespole Formuły 1 Benetton Formula nad wprowadzeniem programu aktywnego zawieszenia. Pracował w dziale rozwoju dla Pata Symondsa, a następnie w zespole badań. W 1992 roku został członkiem zespołu wyścigowego i inżynierem Martina Brundle.
W 1993 roku został sprowadzony przez Giorgio Ascanelliego, znajomego z Benettona do McLarena. Początkowo pracował nad programem aktywnego zawieszenia, ale kiedy system ten został zakazany Fry został projektantem zespołu wyścigowego w 1993 i 1994 roku. W 1995 roku był inżynierem Mika Häkkinena. W następnym roku przyjął pracę technika w zespole testowym. Zanim wrócił do zespołu wyścigowego jako inżynier wyścigowy Davida Coultharda pracował nad projektami badawczo-rozwojowymi. W 2002 roku awansował do roli głównego technika wyścigowego, a następnie głównego inżyniera McLarena MP4-20 odpowiedzialnego za badania i rozwój samochodu w 2005 roku. Jako główny technik został włączony do prac nad McLarena MP4-22 w 2007 roku.
14 maja 2010 roku ogłoszono, że Pat Fry zakończył pracę dla McLarena. 22 czerwca została ogłoszona informacja, że Fry od 1 lipca jako asystent dyrektora technicznego dołączy do Scuderia Ferrari. 4 stycznia 2011 Ferrari ogłosiło, że Fry zastąpi Chrisa Dyera na stanowisku szefa inżyniera na torze, przy zachowaniu stanowiska asystenta dyrektora technicznego Aldo Costy.

## Życie prywatne
20 kwietnia 2002 poślubił Kate Habershon.